# Telstar in het seizoen 1973/74
Het seizoen 1973/1974 was het 11e jaar in het bestaan van de Velsense betaaldvoetbalclub Telstar. De club kwam uit in de Eredivisie en eindigde daarin op de zesde plaats. Tevens deed de club mee aan het toernooi om de KNVB Beker, hierin werd in de tweede ronde, na strafschoppen, verloren van AZ '67 (1–1).

## Wedstrijdstatistieken

### Eredivisie
|       | Ajax  | FC Amsterdam | AZ '67 | Feyenoord | Go Ahead Eagles | De Graafschap | FC Groningen | FC Den Haag-ADO | Haarlem | MVV   | NAC   | N.E.C. | PSV   | Roda JC | Sparta | FC Twente '65 | FC Utrecht |
| ----- | ----- | ------------ | ------ | --------- | --------------- | ------------- | ------------ | --------------- | ------- | ----- | ----- | ------ | ----- | ------- | ------ | ------------- | ---------- |
| Thuis | 2 – 1 | 0 – 0        | 3 – 0  | 3 – 2     | 0 – 1           | 5 – 3         | 3 – 0        | 3 – 0           | 1 – 0   | 0 – 0 | 2 – 2 | 2 – 1  | 1 – 1 | 2 – 2   | 2 – 2  | 0 – 0         | 2 – 2      |
| Uit   | 7 – 3 | 3 – 1        | 2 – 1  | 1 – 0     | 4 – 3           | 1 – 1         | 1 – 2        | 2 – 0           | 2 – 1   | 0 – 2 | 1 – 1 | 1 – 1  | 1 – 1 | 2 – 1   | 1 – 2  | 3 – 1         | 1 – 2      |

### KNVB Beker
| 1e ronde                                     | Telstar          | 1 – 0 Na verlenging                   | MVV           |
| 10 november 1973 Plaats: Velsen Schoonenberg | Fred André 116'  |                                       |               |
| 2e ronde                                     | Telstar          | 1 – 1 (0 – 0, 1 – 1) Na strafschoppen | AZ '67        |
| 20 januari 1974 Plaats: Velsen Schoonenberg  | Monne de Wit 60' |                                       | 52' Kees Kist |

## Statistieken Telstar 1973/1974

### Eindstand Telstar in de Nederlandse Eredivisie 1973 / 1974
| Stand | Gespeeld | Gewonnen | Gelijk | Verloren | Punten | Doelpunten voor | Doelpunten tegen |
| ----- | -------- | -------- | ------ | -------- | ------ | --------------- | ---------------- |
| 6e    | 34       | 12       | 12     | 10       | 36     | 53              | 50               |

### Topscorers
| #      | Naam            | Goal |
| ------ | --------------- | ---- |
| 1.     | Cees van Kooten | 11   |
| 2.     | Wietze Couperus | 10   |
| 3.     | Jerzy Wilim     | 8    |
| 4.     | Dick Helling    | 7    |
| 5.     | Jos Jonker      | 4    |
| 6.     | Co Stout        | 3    |
| 6.     | Monne de Wit    | 3    |
| 8.     | Fred André      | 2    |
| 8.     | Klaas Bijl      | 2    |
| 8.     | Fred Bischot    | 2    |
| 11.    | Frans van Essen | 1    |
| Totaal | Totaal          | 53   |

| #      | Naam         | Goal |
| ------ | ------------ | ---- |
| 1.     | Fred André   | 1    |
| 1.     | Monne de Wit | 1    |
| Totaal | Totaal       | 2    |

## Voetnoten
Ajax ·
FC Amsterdam ·
AZ '67 ·
Feyenoord ·
Go Ahead Eagles ·
De Graafschap ·
FC Groningen ·
FC Den Haag-ADO ·
Haarlem ·
MVV ·
NAC ·
N.E.C. ·
PSV ·
Roda JC ·
Sparta ·
Telstar ·
FC Twente '65 ·
FC Utrecht